# 賠償責任保険普通保険約款
賠償責任保険普通保険約款（ばいしょうせきにんほけんふつうほけんやっかん）とは、偶然な事故によって他人の生命・身体を害したり、または他人の財物に損害を与えたために被保険者が法律上の賠償責任を負担することによって被る損害を填補する保険の共通事項を規定したものである。
賠償責任保険普通保険約款（普通約款）は、かつて米国のGeneral Liability Policyを参考に、大企業から中小企業、一般家庭にいたるまでの各種多様な危険を対象とする賠償責任保険の契約のベースになるものとして、また、大量・均質な契約を迅速・低コストで締結するために便利な契約形態として作成された。他方、普通約款は、各保険の共通事項を定めたにすぎず、実際の保険契約締結の際には、対象とする事故等を明確に規定するため必ず1つ以上の特別約款が付帯されなければならず、また、具体的な事項は保険証券の記載によるなど、普通約款だけでは契約書として完成していない点は、分かりにくさのもととなっている。また、保険証券の発行を前提としている点は、正確を期す面もあるが、他方で迅速化の障害ともなっている。
普通約款には、次の自動付帯される特約条項のほか個別に付帯される特約条項があり、普通約款と一体となって適用・解釈される。
- 原子力危険免責
- アスベスト危険免責
- 汚染危険免責
- 専門職業人危険免責

更に、約款（普通約款・特別約款）・特約条項の形式を取らず、重要事項等説明書などに記載のある次の事項も契約の一部を構成している。
- クーリングオフに関する事項
- 個人情報の取扱に関する事項

なお、特別約款の規定は普通約款の規定に優先し、特約条項の規定は約款・特別約款に優先する。特約条項相互の優先劣後は各特約条項の規定による。
個人向け賠償責任保険は、保険業法上、保険契約者保護の観点から新設および内容変更には認可が必要とされている。他方、企業向け賠償責任保険は、既に届出のある内容・趣旨に逸脱せず、また、偶然な事故を対象とする損害保険の本質や公共性に反しない限り、補償内容等を特約あるいは特約書により変更することが可能である。裁判実務においては、約款の解釈が不明な場合、「作成者不利の原則」により、保険会社に不利な解釈、裏返すと被保険者有利に解釈されている。
現行の標準的な普通約款の規定を機能別に再整理すると下記のとおりである。
また、普通約款に関しては、規定の明確化や被害者保護、国際化の観点からの見直しが各方面から提案されており、主なものを末尾に掲げるが、なお今後の課題とされている。

## 用語の定義
- 偶然 被保険者が予測できなかったものを指し、事故の原因または結果のいずれかが偶然であるものをいう。なお、傷害保険とは異なり「急激」、「外来」の要件は必要としていない。
- 身体障害　他人の生命または身体を害することをいい、精神的苦痛を与えたに過ぎない場合や、名誉毀損にとどまる場合を含まない。
- 財物　有体物をいい、動産・不動産のいずれをも含む。また、水、ガス等の液体、気体を含むが、電気、熱、エネルギー、ソフトウェア・データや債権、知的財産権等の権利を含まない。
- 損壊　滅失、き損、汚損、つまり、物理的破損、使用価値・交換価値の滅失・減少をいい、紛失、盗取は含まない。
- 1回の事故　発生時間・発生場所を問わず、同一の原因から生じた（一連の）事故をいう。
- 排水（Drain） とは、汚染した、または不要な水を施設の外部に排出することをいう。
- 排気（Exhaust） とは、汚染した、または不要な気体を施設の外部に排出することをいう。

## 保険会社の填補責任

### 保険会社の填補責任の発生条件
保険会社が被保険者の損害を填補する責任が生じるためには、次の全ての条件を満たす「保険事故」が成立することが必要である。
- 特別約款に規定する偶然な事故が、保険期間中に発生すること
- その事故を直接の原因として被保険者以外の者の他人の身体や生命を害したこと、または、他人の財物に損壊が生じたこと
- 上記2つの要件を満たす「事故」により、被保険者が法律上の賠償責任を負担し、「損害」を被ること

### 保険会社が填補する損害の範囲
保険会社が填補する損害の範囲は、被保険者が被保険者以外の者に対して負担する法律上の賠償責任に関する、つまり、事故と損害との間に相当因果関係のある次のものとし、1回の事故ごとに定める。なお、免責事項に該当するものは填補されない。
- 被害者に対する損害賠償金
  - 保険会社の事前の承認がなく被保険者と被害者との間で合意された損害賠償金については、保険会社によりその全部または一部が否認されることがある。
  - 損害賠償金を支払うことで、その代わりに被保険者が取得するものがある場合には、その価額を控除する（例えば、被保険者が被害物のスクラップを取得したときは、対物賠償金からスクラップ代金が控除される。これは、保険会社が残存物代位をしないことを定めている。）。
  - 検査費用は、保険事故が認められた場合には損害に含め、保険事故が認められなかった場合は対象外となる。
- 被保険者以外の者に対する求償権を保全する費用
- 発生損害の拡大防止に必要・有益であった費用で、損害賠償金・その他の費用のいずれにも該当しないもの
- 訴訟費用、弁護士報酬、仲裁・調停・和解費用の争訟費用　なお、保険会社の承認の範囲内で免責事項に該当しない限り、被保険者に法律上の賠償責任がない場合でも、填補される。
- 被害者に対する応急手当・護送費用等の緊急措置費用。ただし、被保険者の行為の当時、被保険者に賠償責任のないことが判明している場合には填補されない。
- 保険会社が事故解決にあたる場合の協力費用

### 保険会社の免責事項
保険会社の填補責任は、次の事項に起因する賠償責任について免責される。なお、保険契約が無効の場合は、当然、保険会社の填補責任は生じない。
- 保険契約者・被保険者の故意
- 戦争、変乱、暴動、騒じょう、労働争議
- 地震、噴火、洪水、津波等の異常な天災（高潮を含む）。なお、不可抗力は、被保険者に法律上の賠償責任が発生せず、保険会社の填補責任は生じない。
- 被保険者が所有・使用・管理する財物の損壊に関し、財物の所有者等に対する責任。なお、被保険者が所有する財物の損壊については、例えば、差し押さえを受けている動産・不動産についての差押債権者に対する責任がある。
- 被保険者と同世帯の親族に対する責任
- 被保険者の使用人の労災
- 排水・排気・排煙。ただし、突発的な事故によるものは含まない。
- 被保険者と他人との間の特別の約定により加重された責任（通常の債務不履行責任や賠償額の予定（民法第420条）は免責事項となっていない）。具体的には、財物の損壊の場合に現状復旧以上の負担をするもののほか、次のものがある。
  - 肩代わり責任（賠償責任の引受） 例えば、鉄道会社の引込線契約において、軌道および貨車に関連する事故について鉄道会社を免責とし（hold harmless）、全責任を引込線の使用者が負う旨を規定するものをいう。
  - 違約金の取決め
  - 賠償額の予定
  - 求償権の一方的放棄

### 免責事項のほか保険金が支払われない場合
- 保険会社の填補責任がそもそもないとき
- 保険料領収前の事故
- 保険契約申込書・保険証券の記載事項に変更があるときで、保険会社に通知がないとき。ただし、保険料に変更がない場合を除く。
- 保険会社が保険契約申込書・保険証券記載事項の変更を承認し追加保険料を請求しても、保険契約者が支払わないとき
- 保険契約者・被保険者が事故の発生のとき、正当な理由なく、事故発生や損害賠償請求訴訟の事実を保険会社に通知しないとき
- 他人から損害の賠償を受けることができる場合において、その権利の保全または行使に必要な手続をしないとき、および、損害拡大を防止・軽減のために必要な措置をとらなかったときは、防止・軽減できたと認められる損害額は填補されない。
- 保険会社の事前の承認得ることなく、被保険者が損害賠償責任を認めた場合で、保険会社が損害賠償責任がないと認める部分
- 被保険者が保険会社が行う被害者との交渉に正当な理由がなく協力しないとき
- 被保険者の保険金請求書類に不実・虚偽の記載があるとき

### 他の保険契約と競合した場合の保険金の分担方法
同一の危険、すなわち、被保険者の賠償責任に対して、賠償責任保険に限らず、複数の保険契約から保険金が支払われるときは、仮に他の保険契約がないものとして計算した保険金の額の合計に対するこの保険契約の保険金の割合で損害額を按分したものを、この保険契約の支払額とする。この保険金分担方式を、独立責任額按分方式という。

## 保険金の支払手続

### 保険金支払の手続
- 被保険者の手続き　被保険者は原則として、損害が確定した日から30日以内に、保険金請求書と証拠書類を保険証券に添えて保険会社に提出しなければならない。
- 保険会社の手続き　保険会社は、原則として被保険者からの保険金請求書類を受け付けた後、30日以内に保険金を支払う。なお、書類に不備がある場合にはこの限りではない。

## 保険証券で特定される事項

### 契約当事者
保険証券で、保険契約者、被保険者を特定する。

### 保険期間
保険期間は、原則として初日の午後4時に始まり、末日の午後4時に終わる。保険期間は保険会社が填補責任を負う期間（責任期間）を規定するためや、保険料計算期間を規定するために引用・参照される。賠償責任保険の場合、通常は1年であり、1年未満の短期契約や1年超の長期契約が締結されることもある。なお、時間の基準は、日本標準時である。

### 免責金額
免責金額は1回の事故ごとに適用し、保険会社は免責金額以下の損害賠償金については填補しない。

### 填補限度額
填補限度額は、原則として1回の事故ごとに適用する。対人賠償を別に設ける場合は被害者1名あたりの填補限度額を別に定める場合もある。また、保険会社が事故多発のリスクを回避するために、保険期間中の填補限度額を設定する場合もある。保険会社は、被害者に対する損害賠償金については、填補限度額を限度とし、費用損害については全額を填補するのを原則とする。ただし、被害者に対する緊急措置費用については、賠償責任の有無にかかわらず、填補する。また、争訟費用については、この保険が費用利益保険ではなく賠償責任保険であるとの性格上、損害賠償金が填補限度額を超えるときは、填補限度額の損害賠償金に対する割合によって填補する。

### 保険料
概算保険料・確定保険料の別、分割払のときの合計保険料、初回保険料、各回保険料が規定される。

### 保険料支払方法
一時払・分割払の別、直接入金・口座引落の別などが規定される。

## 保険契約者・被保険者の義務

### 告知義務
保険契約者・被保険者は、保険契約申込書中、重要事項について、保険会社（代理店にも代理店委託契約書上、告知受領権あり）に事実を告げなければならない。なお、商法上の告知義務は損害保険では保険契約者に対してのみ課せられているが、次の理由により被保険者に対しても契約上、課している。
- モラルリスクを排除し、保険会社が健全な制度運営を行うため
- 保険会社には保険事故の発生率が低い契約を選択する必要があるため
- 保険会社が個々の契約の調査を行うことは費用対効果の観点からは実務上困難であり、被保険者の協力を得ることに合理性があるため

### 通知義務
保険契約者・被保険者は、次の場合、保険会社（代理店にも代理店委託契約書上、通知受領権あり）に書面により申し出て、保険証券の裏書を請求しなければならない。
- この保険契約と同一の危険を負担する保険契約を他の保険会社と締結しようとするとき、または他にあることを知ったとき
- 保険契約申込書・保険証券の記載事項に変更があるとき

### 損賠防止義務
実際に事故が発生した際、新たな損害場発生したり、その損害が拡大しないようにすべき義務であり、保険契約者・被保険者は、事故または損害が発生したことを知ったときは、次の事項を履行しなければならない。
- 事故発生の日時・場所・被害者の住所氏名・事故の状況等の保険会社への書面による通知
- 他人から損害の賠償を受けることができる場合には、その権利の保全
- 損害拡大を防止軽減するために必要な一切の措置
- 損害賠償責任の全部または一部を承認しようとするときは、あらかじめ保険会社の承認を得ること
- 損害賠償請求訴訟を提起し、または提起されたときは、直ちに保険会社に通知すること

### 協力義務
- 被保険者は、保険会社が直接被害者と折衝する場合に協力しなければならない。
- 保険契約者・被保険者は、保険会社が保険代位を行うために必要な一切の書類を、保険会社に提出しなければならない。

### 保険契約者の保険料精算義務
- 契約申込書・保険証券の記載事項に変更があるときで、保険会社が追加保険料を請求したとき。
- 保険料が概算保険料のときで、保険期間が終了したとき。
- 保険料が概算保険料のときで、保険契約者・被保険者の故意・重過失によらず失効したとき。この場合は最低保険料の規定は適用しない。

## 保険会社の権利

### 保険契約の維持・管理
- 保険会社が告知・通知を承認する場合の追加保険料請求権

- 保険会社による調査権
  - 保険会社は、保険期間中いつでも、被保険者の事故予防措置を調査し、改善を求めることができる。
  - 保険会社は、保険期間中および終了後1年間、保険料算出のため、保険契約者・被保険者の書類を閲覧することができる。

- 保険会社と被害者との直接折衝権

保険会社が必要と認めたときは、被保険者に代わり自らの費用で被害者との交渉にあたることができる。ただし、保険会社による被害者との直接折衝については、非弁行為を禁止した弁護士法第72条に抵触する可能性があり、この権利の行使は慎重な判断が求められる。

### 保険代位
被保険者が他人（共同不法行為者等）に対して損害賠償請求権をもつ場合、保険会社は、保険金を支払ったときに、保険金の額を限度に被保険者の権利を害さない範囲で、被保険者が他人に対してもつ損害賠償請求権を取得する（保険代位には、(1)残存物代位と、(2)請求権代位があるが、ここでは(2)を規定している。これは、損害賠償金と保険金の二重取りを防ぎ、有責である第三者を免責にしない趣旨で、商法に基づき、権利移転に関して被保険者・保険会社の意思表示を必要としない。）。

## 契約の成立・消滅

### 保険契約が解除される場合
- 保険契約者の契約解除権  保険契約者はいつでも、書面通知により将来に向けて契約を解除することができる。民法上の原則は、解除は始期から効力を有するが、本規定はその特則となっている。

- 保険会社の契約解除権
  - 被保険者の事故予防措置に関する保険会社からの改善要求に正当な理由なく、被保険者が応じないとき。
  - 保険契約者・被保険者が告知義務に違反したとき。この場合、事故が生じた後であっても保険会社は填補責任はなく、既に保険金が支払済の場合は、保険会社はその返還を求めることができる。保険契約者の契約解除権が将来に向けて効力があるとされているのとは異なる。
  - 保険契約者・被保険者が通知義務に違反したとき。ただし、保険契約申込書・保険証券記載事項の変更に関しては著しい危険の増加がある場合に限り、また、解除権は保険会社が事実を知ったときから30日以内に行使しないときは消滅する。なお、判例では「保険契約者側が信義誠実の原則上許されない理由で通知義務を怠ったのでなければ、事故発生通知義務の違反を理由に保険金支払いを免れることはできない。よって、特別の理由がない限り、保険会社が受けた損失の範囲内で、保険会社は保険金の支払いを免れるにとどまる。」とされている。
  - 保険契約者からの通知に対して保険会社が追加保険料の支払を求めたにもかかわらず、が保険料精算義務に違反したとき。ただし、この場合の契約解除権は、保険会社が追加保険料を請求したときから30日以内に行使しないときは消滅する。
  - 保険金請求に関し詐欺の行為があったとき。

- 契約解除の場合の保険料の返還
  - 保険料を返還しない場合
    - 保険契約者・被保険者に告知義務違反があり、保険会社が契約を解除したとき。
    - 解除時点で既に保険事故が生じていたとき。

  - 保険料を精算する場合
    - 保険契約者からの解除のとき 保険料を約款に定める短期料率計算で返還する。
    - 上記以外の場合で保険会社が契約を解除したとき 保険料を日割計算で返還する場合

### 保険契約が無効とされる場合
- 無効原因
  - 保険契約者・被保険者の詐欺
  - 保険契約が第三者のためのものであるにもかかわらず、保険契約者がその旨を保険契約申込書に記載しなかったとき。
  - 保険契約者・被保険者が契約締結前に損害が生じていたか、事故の原因が生じていることを知っていたとき。

- 無効の効果　保険契約者・被保険者の故意・重過失による無効・失効の場合は保険料を返還しない。そうでない場合、無効の場合は全額を返還し、失効の場合は日割計算で返還する。

## 保険契約者と保険会社との紛争処理手続

### 保険金支払紛争の場合の裁定手続
保険金の額に関して保険会社と被保険者との間に争いがあるときは、双方の費用負担のもと、各自が選定する各1名の評価人の判断に任せる。評価人の判断が分かれるときは、評価人が選定する1名の裁定人が判断する。

### 準拠法
この保険約款に規定しない事項については、日本国の法令による。

## 今後の課題

### 規定の整理
- 自動付帯の特約条項の取込　自動付帯の特約条項やクーリングオフ条項、被害者情報も含めた個人情報やセンシティブ情報の取扱に関する条項を普通約款等に取り込む。
- 損害防止費用保険金　適用範囲について見直し廃止・他の保険金への統合も含めて見直す。
- 仲裁規定　商事仲裁が適当である場合や、インターネットによる契約手続に合わせた規定とする。
- 準拠法規定　「契約の成立、効力、解釈および履行は日本国の法令に準拠するものとする。」などと改定する。

### 規定の明確化
- 当事者の関係　例えば、契約締結に関し代理人を認めるかといった点、契約者が法人の場合の代表者の特定、被保険者が法人である場合の役員・使用人等の内部機関の位置づけ（特に、告知・通知義務の前提となる事実認識の取扱）、記名被保険者と追加被保険者の違いについて明確にする。
- 法令上の制限　例えば、保険会社には付保規制が課せられており、付保規制違反となる対応はできないことを明確にする。日本政府は保険業法により、一部の例外を除き、日本に支店等を設けない外国保険業者は、日本に住所・居所を有する人若しくは日本に所在する財産又は日本国籍を有する船舶若しくは飛行機に係る保険契約を締結してはならないと定めている。[1]
- 告知・通知義務　保険契約者と被保険者とを区別し、例えば、履行の方法（宛先・手段等）や効力発生時期を明確にする。また、重大な契約違反を構成するものとそうでないものを明確にする。
- 保険料の支払方法　例えば、異動保険料の支払猶予についても明確にする。
- 異動保険料の計算規定　例えば、危険の減少の場合の取扱について明確にする。
- 保険金分担の規定　複数の保険契約で免責金額の設定が異なる場合、現行実務では原則として損害額から各保険契約で最も小さい免責金額を全ての保険契約に適用し控除した後、その残額について独立責任額で按分する方式としているが、その点を明確化する。また、縮小填補割合が適用される場合の取扱も明確にする。また、複数の契約が他の保険が優先して支払うべきとしている場合の取扱について規定する。
- 失効規定　例えば、被保険者の都合によらずビジネスが終了したときや、被保険者の解散の場合とする。
- 証券適用地域　現行実務では原則として、日本とされている。

### 規定の新設
- 使用する言語　契約書の正文となる言語（通常は日本語）を指定する。
- 完全合意条項（最終性条項）の新設 現行は、保険証券以外の見積書その他、契約締結に至るまでの連絡文書も契約を特定するための重要書類と位置づけられているが、却って契約の有効性・効力を不安定なものとしており、保険証券、付属明細書、別紙、付表など特定のうえ、契約内容を確定する。
- 不可抗力条項　契約上の義務の履行が不可抗力により不能となる場合の取扱を明確にする。
- 定義条項　契約内容の理解を容易にするため定義条項を新設・拡充する。（上記では用語の定義を約款の規定から抜粋して掲載しているが、実際の普通約款とは異なる。特別約款では、独立した定義条項を置いているものがある。）
- 契約上の権利の譲渡　賠償責任保険の場合、契約上の権利の譲渡（例えば、記名被保険者の変更）は原則として認められないが、その点を明確にする。
- 管轄裁判所　現行実務に合わせ、保険金請求訴訟に関しては日本国の裁判所を管轄裁判所とするなどと明確にする。
- 被害者による直接請求権　例えば、保険事故が発生した場合には、被保険者は保険金請求権を信託するなどと規定する。